# エアリーディスク

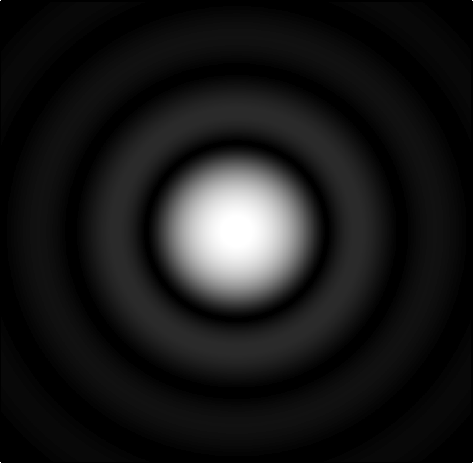
エアリーディスク

エアリーディスク（英: Airy disc）は、光学現象である。光には波の性質があるので、円形開口を通過した光は回折して開口部から遠く離れた観察平面上に同心円状の明暗のパターンをつくる（光の干渉を参照）。
均一光源から出て円形開口を通過した光は観察面上に回折パターンを生じるが、この中心には「エアリーディスク」とよばれる明るい領域があり、その周りを「エアリーパターン」と呼ばれる複数の同心円環がとりまく。ディスクと各円環は暗い同心円環に隔てられる。いずれもジョージ・ビドル・エアリーにちなんで名づけられた。このディスクの直径は光源が出す光の波長と円形開口の大きさによって異なる。
カメラや望遠鏡ではこれは重要な意味をもつ。有限の直径を持つレンズを通過した光線の焦点像は厳密には点にならず、回折によってエアリーディスクの大きさの円盤になる。無収差レンズを使った場合でも、このレンズがつくる焦点像の分解能には限界があり、回折による限界により光学系の分解能はきまるといってよい。よって写真技術で言ういわゆる小絞りボケも、エアリーディスクで理論的に説明できる。
エアリーディスクは物理学・光学・天文学では重要な概念である。

## エアリーディスクの大きさ
円形開口から離れた遠視野（ファーフィールド）にできる最小の暗環と光軸との隔たりを円形開口平面と光軸が交わる点から計測した角度は次の式で与えられる。
{\displaystyle \sin \theta =1.22{\frac {\lambda }{d}}}
ここで λ は光の波長、 d は円形開口の直径である。光学系に個別部品としての開口を導入せずとも、実際のレンズ等は必然的に有限の直径を持つため、理論的な「光を屈折させる装置」としてのレンズと開口との組み合わせ、等になっていることに注意。
さて、レイリーの判断基準による2つの像の分解の限界は、ある焦点像のエアリーディスクの中心ともうひとつの焦点像のエアリーディスクの第1暗環（エアリーディスクを取り巻く暗い同心環）が重なった状態である。回折限界系による角分解能は同じ式で与えられる。

## 例

### カメラ
2つの点光源の間隔を次第に狭めながら（2つの点光源とカメラがつくる角度は次第に小さくなる）カメラで撮影すると、2つの点光源によるエアリーディスクはある時点から重なりはじめ、やがて画像上では2つの回折像が互いに重なってぼやけ始め、はっきりと分離できなくなる。第1の回折像の光源のエアリーパターンの中心（最輝部）が第2の回折像のエアリーパターンの第1暗環に重なった状態を『最大分解』という。（レイリーの判断基準参照）
上で述べた2つの点光源の分離角の限界（レンズの分解能）は次の式で与えられる。
{\displaystyle \sin \theta =1.22\ {\frac {\lambda }{d}}}.
ここでθは十分小さいので次の近似値を与えることができる。
{\displaystyle {\frac {x}{f}}=1.22\ {\frac {\lambda }{d}}},
ここで{\displaystyle x}はフィルム上の点光源像の間隔である。{\displaystyle f}のレンズとフィルムの距離は、レンズの焦点距離として計算する。
{\displaystyle x=1.22\ {\frac {\lambda f}{d}}},
ここで {\displaystyle {\frac {f}{d}}} はレンズの F値である。たとえば、快晴の日中によく使うのはF16である。このλの値は任意だがここでは仮に可視光域の約450ナノメートルとしてみると、{\displaystyle x}は約0.01mmを与えられる。F16で撮影する場合、デジタルカメラでは受光体の分解能をこれより小さくしても実際の解像力は向上しない。ただし、カラーフィルタやサンプリング定理によりピクセルピッチをこれより小さくすることで解像力が向上する場合がある。

### 人間の目
人間の肉眼のF値は瞳孔がもっとも開いたときで約2.1である。その（網膜上の）解像力は約 1μm である。これは人間の眼球にある視細胞の間隔によるものである。

### レーザー光線
円形光の全域にわたって強度が均一なレーザー光線（平坦波）をレンズで集束すると焦点上でエアリーディスクを形成する。焦点上のレーザー光線の強度によりエアリーディスクの大きさが決定される。

## エアリーディスクを観察する条件
均一の照明を与えられた円形開口を通過した光（または均一な平坦波）は、円形開口から遠く離れた観察平面上にエアリー回折パターンをみせる。光源と観察平面がそれぞれ円形開口から無限遠にある場合をフラウンホーファー回折といい、少なくとも一方が有限の距離にある場合をフレネル回折というが、ここでは前者を問題にする。
レンズを使わずにエアリーパターンを観察する条件は、1) 円形開口を照らす光が平坦な波動であり（光全体で波の位相がそろう）、2) 円形開口にあたる光の強度が開口面全面で一定であり、3) 回折光が観察できる位置と円形開口の距離 R （観察平面と円形開口の距離）が開口径と比較して十分大きく、4) 開口部の半径 a が光の波長 {\displaystyle \lambda } と比較してあまり大きくないことである。3)、4) の条件は {\displaystyle R>a^{2}/\lambda } という式で表すことができる。
均一な照明の条件は円形開口から十分遠くに光源を置くことで満たされる。しかし円形開口が大きいなどの理由で回折像の観察面までの距離を十分とるという条件が満たされない場合は、円形開口のすぐ後方にレンズをおく（あるいはレンズ自体が開口絞りとなる）ことで円形開口に近い観察平面上に回折像を映すこともできる。その場合エアリーパターンは無限遠ではなくレンズの焦点上に結ばれるが、ここで生じるのはフラウンホーファー回折である
波の位相が揃った円形レーザー光（平坦波）がレンズにより結像するとやはりエアリーパターンを生じる。
カメラや結像光学系では十分遠方の被写体は対物レンズにより屈折してフィルムほかの検出器平面上に結像するので、遠視野回折像が検出器で観察される。円形開口の虹彩やレンズの外縁による制約で生じる回折像は、計算上多重同心円のエアリー回折パターンとなる。すでに述べたレンズ系の最大分解能がここから導かれる。

## 数式による解説

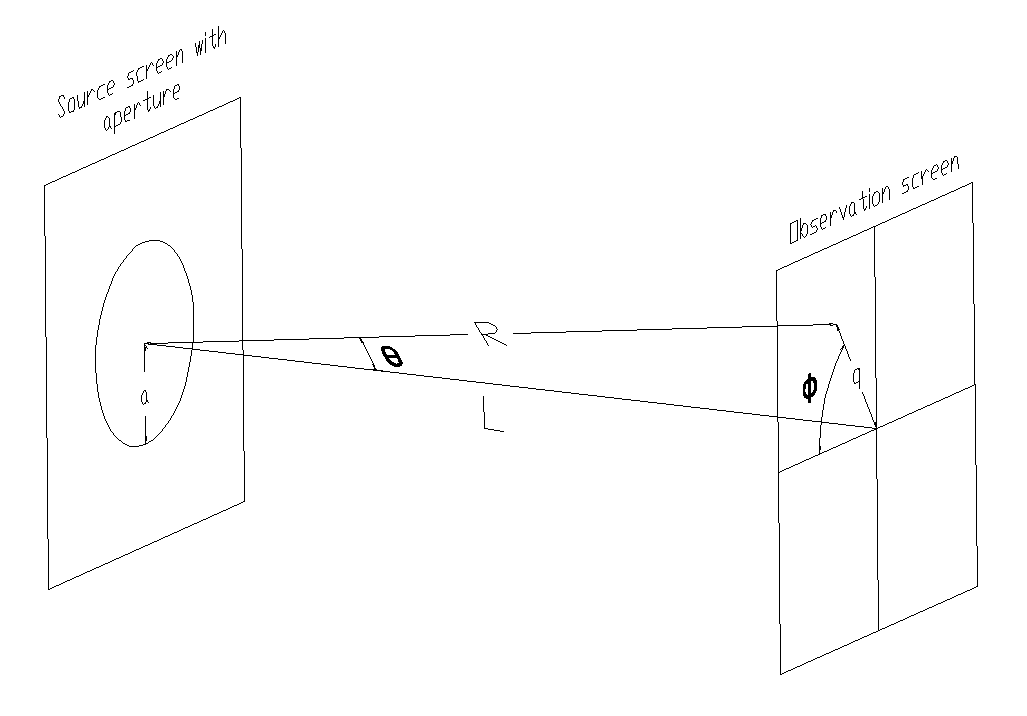
円形開口による回折。エアリーパターンは（つまり遠視野）のときに観察される。

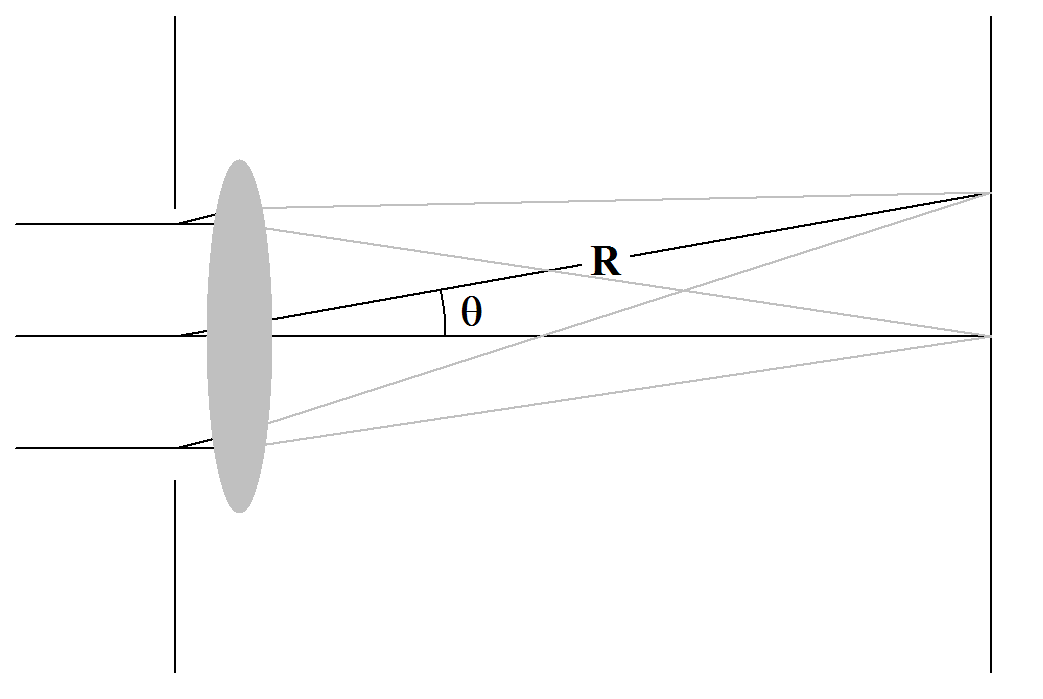
円形開口にレンズを用いた回折。遠視野の像はR=f (f=焦点距離)の距離の焦点観察平面上にのみ観察される。視野角 はレンズがない場合と同じである。

円形開口から生じるフラウンホーファー回折の強度は次の式で与えられる。
{\displaystyle I(\theta )=I_{0}\left({\frac {2J_{1}(ka\sin \theta )}{ka\sin \theta }}\right)^{2}=I_{0}\left({\frac {2J_{1}(x)}{x}}\right)^{2}}
ここで {\displaystyle I_{0}} は回折パターン中央における光の強さ、{\displaystyle J_{1}} は第1種ベッセル関数、{\displaystyle k={2\pi }/{\lambda }} は波数、{\displaystyle a} は円形開口半径、{\displaystyle \theta } は視野角（円形開口の中心と回折像の周縁を結んだ線と光軸とがつくる角）である。
{\displaystyle x=ka\sin \theta ={\frac {2\pi a}{\lambda }}{\frac {q}{R}}={\frac {\pi q}{\lambda N}}},
ここで q は観察平面（または焦点平面）の光軸からの半径であり、{\displaystyle N=R/d} は光学系のF値である（d=2a は円形開口の直径、 R は円形開口と観察平面の距離)。円形開口の直後にレンズを置くと、レンズの焦点平面上にエアリーパターンができる。ここではR = f (f はレンズの焦点距離) である。ただし、{\displaystyle \theta \rightarrow 0} (または {\displaystyle x\rightarrow 0}) の極限値は {\displaystyle I(0)=I_{0}} である。
{\displaystyle J_{1}(x)} がゼロの値をとるのは {\displaystyle x=ka\sin \theta \approx 0,3.8317,7.0156,10.1735,13.3268,16.4706...} のときである。これにより回折パターンの第1暗環は次の式で表される。
{\displaystyle \sin \theta ={\frac {3.83}{ka}}={\frac {3.83\lambda }{2\pi a}}=1.22{\frac {\lambda }{2a}}=1.22{\frac {\lambda }{d}}}.
観察平面上の第1暗環の半径 {\displaystyle q_{1}} と{\displaystyle \theta } の関係は次の式で表される。
{\displaystyle q_{1}=R\sin \theta }
ここで R は円形開口からの距離である。エアリーディスクの光強度の半値幅 (where {\displaystyle J_{1}(x)=1/2}) は {\displaystyle x=1.61633...}、 1/e2 点 ({\displaystyle J_{1}(x)=1/e^{2}} で与えられる) は {\displaystyle x=2.58383...}、第1明環の最輝部は {\displaystyle x=5.13562...} で与えられる。
回折パターン中心の光の強度 {\displaystyle I_{0}} と円形開口を通る光の強度{\displaystyle P_{0}} の関係は次の式であらわされる。
{\displaystyle I_{0}={\frac {\mathrm {E} _{A}^{2}A^{2}}{2R^{2}}}={\frac {P_{0}A}{\lambda ^{2}R^{2}}}}
ここで {\displaystyle \mathrm {E} } 円形開口の単位面積あたりの光の強度、A は円形開口の面積 ({\displaystyle A=\pi a^{2}}) 、 R は円形開口からの距離である。レンズの焦点平面上では、{\displaystyle I_{0}=(P_{0}A)/(\lambda ^{2}f^{2})} である。第1明環の最大強度はエアリーディスク中心の強度の約 1.75% である。
すでに述べた {\displaystyle I(\theta )} の式は、回折パターンが所与の円内でどれだけの強度をもつかを示す次の式へと発展する。
{\displaystyle P(\theta )=P_{0}[1-J_{0}^{2}(ka\sin \theta )-J_{1}^{2}(ka\sin \theta )]}
ここで {\displaystyle J_{0}} と {\displaystyle J_{1}} はベッセル関数である。この式により算出される（中心に近いほうから）第1暗環・第2暗環・第3暗環 (ここでは {\displaystyle J_{1}(ka\sin \theta )=0}) までの強度の累計は、集束した光の強度を100%とするとそれぞれ83.8% ・ 91.0% ・ 93.8% である。

## 中央を遮蔽した光によるエアリーパターン
この式は中央を遮蔽した光によるエアリー回折パターンにも応用できる
。すなわち円形開口（光）の中央を円形に遮蔽してできる環状の光の回折パターンである。
{\displaystyle I(\theta )={\frac {I_{0}}{(1-\epsilon ^{2})^{2}}}\left({\frac {2J_{1}(x)}{x}}-{\frac {2\epsilon J_{1}(\epsilon x)}{x}}\right)^{2}}
ここで {\displaystyle \epsilon } は円形開口の遮蔽率、言い方を変えると遮蔽円盤の直径と円形開口（光）の直径の比である。{\displaystyle \left(0\leq \epsilon <1\right)} で、 x は {\displaystyle x=kasin(\theta )\approx {\frac {\pi R}{\lambda N}}} で定義されるが、ここで R は焦点平面の光軸上の直径、{\displaystyle \lambda } は波長、 N は光学系の F値である。集束した光エネルギー (焦点平面の光軸上に中心をもつ直径R の円に集まる総エネルギーの比率) は次の式で与えられる。
{\displaystyle E(R)={\frac {I_{0}}{(1-\epsilon ^{2})^{2}}}\left(1-J_{0}^{2}(x)-J_{1}^{2}(x)+\epsilon ^{2}\left[1-J_{0}^{2}(\epsilon x)-J_{1}^{2}(\epsilon x)\right]-4\epsilon \int _{0}^{x}{\frac {J_{1}(t)J_{1}(\epsilon t)}{t}}\,dt\right)}
{\displaystyle \epsilon \rightarrow 0} のときは、以前述べた遮蔽を考慮しない式と同じである。

## エアリーディスクとガウシアンビーム焦点の比較
放射照度が均一な円形のレーザー光をレンズで屈折させると、焦点平面に円形のエアリーパターンをつくる。焦点中心の強度は、{\displaystyle I_{0,Airy}=(P_{0}A)/(\lambda ^{2}f^{2})} となるが、ここで {\displaystyle P_{0}} は入射光全体のパワー、{\displaystyle A=\pi D^{2}/4} は光の断面積 ({\displaystyle D} は光の直径) 、{\displaystyle \lambda } は波長、 {\displaystyle f} はレンズの焦点距離である。
直径D の円形開口を通り、D の直径の {\displaystyle 1/e^{2}} に集束されたガウシアンビーム（入射瞳での放射照度が不均一･･････光軸上は強度が高く周縁ではゼロになる）は、焦点上でガウシアン形状の強度分布を見せる。この場合、焦点中心の強度は {\displaystyle I_{0,Airy}} の0.924 倍である。